# Marie de Hautefort

Marie de Hautefort

Marie de Hautefort (* 1616; † 1. August 1691) war eine Vertraute des französischen Königs Ludwig XIII., aber vermutlich nicht seine Mätresse, sondern nur eine platonische Freundin.

## Leben
Marie war das jüngste von sechs Kindern des Marquis Charles de Hautefort († 1616) und seiner Frau Renée, der Tochter von René und Catherine du Bellay de La Flotte-Hauterive. Auf Bestreben ihrer Großmutter, der „Dame de la Flotte“, wurde sie Hofdame der französischen Königin Anna von Österreich. Am Hof trug sie den Spitznamen „l’Aurore“. Der Dichter Paul Scarron pries sie mit den Versen: „Objet rare et charmant, merveille incomparable, qui logez dans le corps d’une fille adorable le courage et l’esprit d’un homme généreux !“ Kardinal Richelieu jedoch missbilligte den Einfluss, den Marie mit der Zeit auf den König bekam. 1635 gelang es ihm, Marie aus ihrer Stellung zu verdrängen und durch eine andere Hofdame Louise de La Fayette zu ersetzen. Als 1639 der Marquis de Cinq-Mars neuer Günstling des Königs wurde, wurde Marie verbannt. Nach dem Tod des Kardinals kehrte sie 1643 an den Hof zurück, konnte sich aber nicht behaupten, da auch der neue starke Mann, Kardinal Jules Mazarin sie ablehnte. 1646 heiratete sie den Marschall Charles de Schomberg. Die Ehe blieb kinderlos. Als sie allerdings im Alter von 75 Jahren starb, besuchte König Ludwig XIV., der sie sehr geschätzt haben soll, ihr Totenbett.